# Love's Coming
Série
Love Love You
(2015)
Pour plus de détails, voir Fiche technique et Distribution.
Love's Coming (thaï : ใช่รักหรือเปล่า ; Chai Rak Rue Plao, litt. « Est-ce l'amour ? ») est une comédie romantique thaïlandaise écrite, produite et réalisée par Naphat Chaithiangthum, sortie en 2014.

## Synopsis
Les lycéens Gump, Zee, Pid et Arm se lient de fortes amitiés depuis toujours. Un jour, Zee propose à Gump de l'accompagner au bowling ou à la piscine ; ce dernier préfère passer du temps avec son nouvel ami Nai, son voisin. Zee a un doute : Gump aurait-il un penchant pour ce voisin, ce coureur de jupons ?

## Fiche technique
- Titre original : ใช่รักหรือเปล่า
- Titre international : Love's Coming
- Réalisation : Naphat Chaithiangthum
- Scénario : Naphat Chaithiangthum
- Production : Naphat Chaithiangthum
- Société de production : Mung Mee Productions[1]
- Société de distribution : Mung Mee Productions
- Pays d'origine :  Thaïlande
- Langue originale : thaï
- Format : couleur
- Genre : comédie romantique
- Durée : 108 minutes
- Dates de sortie :
  - Thaïlande : 27 février 2014

## Distribution
- Suttinut Uengtrakul : Gump
- Norrapat Sakulsong : Nai, l'ex-petit ami de Soda
- Korn Khunatipapisiri : Zee, l'ami de l’oncle Lex
- Chanon Santinatornkul : Pid, l'ami de Zee et Arm
- Suraphat Kirivichien : Arm, l'ami de Gump, Zee et Arm
- Jeeraya Sawangthuean : Soda, l'ex-petit ami de Nai

## Accueil

### Sortie
Love's Coming sort le 27 février 2014 en Thaïlande.

### Critique
Sur le site Internet Movie Database, le film obtient une moyenne de 6,4 / 10 basé sur 290 critiques.

## Suite
Ce film a pour une suite intitulé Love Love You du même réalisateur, sorti le 20 août 2015.